# タカネマツムシソウ
タカネマツムシソウ（高嶺松虫草、学名：Scabiosa japonica var. alpina）はマツムシソウ科マツムシソウ属の越年草。マツムシソウを基本種とする高山型変種で、別名、ミヤママツムシソウ（深山松虫草）という。

## 特徴
茎の高さは30-35cmで、基本種と比べると低い。長い柄をもった根出葉があり、茎に対生する葉とともに羽状に裂け、裂片は更に裂ける。
花期は8-9月。長い花柄の先端に1個の頭花をつける。頭花は径5cmで基本種より大きく、碧紫色であるが、ときに淡紅色や白色のものもある。総苞片は線形で2列。頭花の縁側の小花は大型で5裂し、外側に長く伸び、中心部分の小花は小型で筒状になり、同様に5裂する。花筒の中部に4本の雄蕊がつく。

## 分布と生育環境
日本の本州の中部地方以北と四国に分布し、高山の風衝の激しい尾根など、やや乾いた草地や砂礫地に生育する。日本の固有種。徳島県と高知県でレッドリストに指定されている。基準標本は、白馬岳のもの。

## 下位分類
- シロバナタカネマツムシソウ Scabiosa japonica Miq. var. alpina Takeda f. alba -白花品種。

## ギャラリー
- 頭花。基本種のマツムシソウより大きい。
- 根出葉。